# 앙 피나카
《앙 피나카》(필리핀어: Ang Pinaka)는 필리핀의 유익한 프로그램이다.

## 같이 보기
- GMA 뉴스 TV